# Перелік ударів по житловій забудові під час російського вторгнення (березень 2025)
Удари по житловій забудові України під час російсько-української війни — воєнний злочин, скоєний російськими військовими під час повномасштабного військового вторгнення в Україну.
У переліку подано інформацію про удари по житловій та громадській забудові, а також обстріли відкритої території у яких відомо про цивільні втрати. Подано інформацію про атаки протягом березня 2025 року, яка була опублікована у відкритих джерелах.

## Загальна інформація
Згідно моніторингової місії ООН з прав людини в Україні відомо про 164 загиблих цивільних українців протягом березня 2025 року.

### Руйнування населених пунктів прилеглих до лінії зіткнення
У населених пунктах які знаходяться біля лінії бойового зіткнення, постійно відбуваються обстріли житлової та іншої цивільної забудови (у тому числі медичних установ, навчальних закладів, комерційної забудови). Впродовж березня 2025 року, обстріли відбувалися вздовж прикордонних громад Чернігівщини, Сумщини, та Харківщини, а також громад Запорізької, Дніпропетровської, Херсонської та Миколаївської областей із використанням ракет, безпілотників, мінометів, артилерії, реактивних систем залпового вогню, вогнем бронетехніки та стрілецької зброї.
Вздовж державного кордону:
- У Чернігівській області — Корюківська, Новгород-Сіверська, Семенівська, Сновська громади.
- У Сумській області — Білопільська, Великописарівська, Глухівська, Краснопільська, Миропільська, Новослобідська, Путивльська, Хотінська, Юнаківська громади.
- У Харківській області — Вільхуватська, Вовчанська, Дворічанська, Дергачівська, Золочівська, Липецька громади

Між тимчасово окупованою територією:
- У Харківській області — Борівська, Дворічанська, Ізюмська, Кіндрашівська, Куп'янська, Курилівська, Оскільська, Петропавлівська громади
- У Луганській області — Красноріченська, Лисичанська громади
- У Донецькій області — Званівська, Сіверська громади
- У Запорізькій області —
- У Херсонській області —
- У Миколаївській області —

## Перелік атак
Червоним кольором позначені атаки у яких відомо про загибель людей.
| дата і місце | дата і місце                                | тип зброї                 | подробиці атаки, жертви (загиблі/поранені)                         | подробиці атаки, жертви (загиблі/поранені) |
| ------------ | ------------------------------------------- | ------------------------- | ------------------------------------------------------------------ | ------------------------------------------ |
| 01/03        | Херсонська обл., Берислав                   | артобстріл                | ураження приватного будинку                                        | 1/0                                        |
| 01/03        | Херсонська обл., Антонівка                  | БпЛА                      | атакована цивільна інфраструктура                                  | 1/0                                        |
| 01/03        | Донецька обл., Краматорськ                  | авіабомбовий удар         | удар авіабомбою по житловому кварталу                              | 1/2                                        |
| 01/03        | Одеська обл., Одеський р-н                  | Shahed 136                | приватне житло, авто на території підприємства                     | 0/3                                        |
| 01/03        | Харків                                      | Shahed 136                | житлові будинки, аптеки, кафе, магазини                            | 0/12                                       |
| 01/03        | Харків                                      | Shahed 136                | пошкоджено медичний заклад                                         | 0/12                                       |
| 02/03        | Херсон                                      | БпЛА                      | росіяни атакували з безпілотника маршрутний автобус                | 1/10                                       |
| 02/03        | Дніпропетровська обл., Нікополь             | артобстріл                | обстріляно житлову та нежитлову забудову                           | 0/3                                        |
| 02/03        | Хмельницька обл., Пирогівці                 | Shahed 136                | руйнування на приватного домоволодіння                             | 0/1                                        |
| 02/03        | Запоріжжя                                   | Shahed 136                | удар по житловій багатоповерхівці                                  | 0/1                                        |
| 03/03        | Дніпропетровська обл., Кривий Ріг           | Shahed 136                | промислове підприємство, медзаклад, житло                          | —                                          |
| 03/03        | Харків                                      | Shahed 136                | безпілотник влучив у багатоповерхівку в центрі                     | 0/8                                        |
| 03/03        | Харківська обл., Фельдман-Екопарк           | Shahed 136                | атаковані вольєри екопарку, загинули тварини                       | —                                          |
| 04/03        | Одеса                                       | Shahed 136                | пошкоджено два приватних будинки і офіси                           | 0/4                                        |
| 04/03        | Суми                                        | Shahed 136                | безпілотник влучив у дитячу поліклініку                            | —                                          |
| 05/03        | Одеса                                       | Shahed 136                | пошкоджено приватні житлові будинки                                | 1/0                                        |
| 05/03        | Херсон                                      | артобстріл                | обстріли житлової інфраструктури                                   | 1/0                                        |
| 05/03        | Київська обл., Бориспільський р-н           | Shahed 136                | пошкоджено скління квартир та авто                                 | —                                          |
| 05/03        | Дніпропетровська обл., Нікополь             | артобстріл                | пошкоджена інфраструктура, приватний будинок і гараж               | —                                          |
| 05/03        | Дніпропетровська обл., Великомихайлівка     | авіабомбовий удар         | пошкоджено житлові будівлі                                         | —                                          |
| 05/03        | Харківська обл., Козача Лопань              | авіабомбовий удар         | КАБ влучив на території приватного домоволодіння                   | 0/1                                        |
| 06/03        | Дніпропетровська обл., Кривий Ріг           | Іскандер-М                | влучання в готель, пошкоджені житлові будинки                      | 4/30                                       |
| 06/03        | Харків                                      | Shahed 136                | атака по багатоповерхівці у Салтівському районі                    | —                                          |
| 07/03        | Полтавська обл., Миргородський р-н          | ракетний удар             | уламки ракети пошкодили газопровід та приватні будинки             | 0/2                                        |
| 07/03        | Одеса                                       | Shahed 136                | пошкоджені житлові приватні будинки та енергетична інф-ра          | —                                          |
| 07/03        | Харків                                      | ракетний удар             | удар по цивільному підприємству                                    | 0/8                                        |
| 07/03        | Харків                                      | Shahed 136                | російський БпЛА вдарив по дев’ятиповерхівці                        | —                                          |
| 07/03        | Донецька обл., Краматорськ                  | артобстріл                | атаковано приватний сектор та міську інфраструктуру                | 0/1                                        |
| 08/03        | Донецька обл., Добропілля                   | БпЛА, ракетний удар, РСЗВ | удари по житлових багатоповерхівках і рятувальниках                | 11/50                                      |
| 08/03        | Харківська обл., Богодухів                  | Shahed 136                | атаковано виробничі цехи мʼясокомбінату                            | 3/7                                        |
| 08/03        | Одеса                                       | Shahed 136                | АЗС, СТО, склад агротехніки та критична інф-ра                     | —                                          |
| 09/03        | Харківська обл., Ківшарівка                 | артобстріл                | обстріляно вулицю житлового кварталу                               | 1/0                                        |
| 09/03        | Харківська обл., Балаклія                   | Shahed 136                | пошкоджено ліцей, житлові та адмінбудівлі                          | —                                          |
| 10/03        | Донецька обл., Покровськ                    | артобстріл                | обстріл житлової забудови міста                                    | 1/1                                        |
| 10/03        | Полтавська обл., Полтавський р-н            | Shahed 136                | пошкоджено житлові будинки, авто, с/г техніка, ЛЕП                 | —                                          |
| 10/03        | Херсон                                      | БпЛА                      | атаковано цивільний автомобіль на житловій вулиці                  | 0/3                                        |
| 11/03        | Одеса                                       | Іскандер-М                | об'єкти припортової інф-ри, цивільне судно під прапором Барбадосу  | 4/2                                        |
| 11/03        | Донецька обл., Рівне                        | артобстріл                | атакована цивільна інфраструктура населеного пункту                | 2/0                                        |
| 11/03        | Одеса                                       | Shahed 136                | атаковано приватний житловий будинок, склад                        | —                                          |
| 12/03        | Дніпропетровська обл., Кривий Ріг           | Іскандер-М                | удар по готелю, повторний удар по рятувальниках                    | 1/9                                        |
| 12/03        | Донецька обл., Костянтинівка                | авіабомбовий удар         | пошкоджені шість багатоповерхових будинків, магазини, установи     | 2/5                                        |
| 12/03        | Донецька обл., Дружківка                    | авіабомбовий удар         | пошкоджені багатоповерхівки, приватне житло, гуртожиток, авто      | 0/3                                        |
| 12/03        | Харківська обл., Козача Лопань              | авіабомбовий удар         | пошкоджений житловий будинок                                       | —                                          |
| 12/03        | Київська обл.                               | Shahed 136                | пошкоджений приватний будинок, магазин                             | —                                          |
| 12/03        | Дніпро                                      | Shahed 136                | пошкоджені приватні будинки, школа, дитсадок                       | 0/1                                        |
| 12/03        | Харків                                      | Shahed 136                | приватні будинки, гараж та господарча споруда                      | —                                          |
| 12/03        | Харківська обл., Бугаївка                   | Shahed 136                | пошкоджена складська будівля                                       | —                                          |
| 13/03        | Херсонська обл., Берислав                   | БпЛА                      | атаковано цивільну забудову населеного пункту                      | 1/1                                        |
| 13/03        | Херсон                                      | артобстріл                | обстріляні житлові квартали міста                                  | 1/1                                        |
| 13/03        | Київська обл.                               | Shahed 136                | пошкоджені приватні будинки                                        | —                                          |
| 13/03        | Сумська обл.                                | Shahed 136                | уламками пошкоджений гаражний кооператив                           | —                                          |
| 13/03        | Запоріжжя                                   | Shahed 136                | пошкодження приватного будинку і адмінбудівлі                      | —                                          |
| 14/03        | Херсонська обл.                             | БпЛА, артобстріл          | обстріл житлової забудови області протягом доби                    | 2/14                                       |
| 14/03        | Дніпропетровська обл., Кривий Ріг           | ракетний удар             | житло, зруйнована одноповерхова будівля розважального закладу      | 0/14                                       |
| 14/03        | Харківська обл., Золочів                    | Shahed 136                | від влучання безпілотника загорівся дах лікарні                    | 0/1                                        |
| 14/03        | Херсон                                      | авіабомбовий удар         | пошкоджено медичний заклад, магазини, офіси та авто в центрі міста | 0/1                                        |
| 15/03        | Одеса                                       | Shahed 136                | зруйновано приватний житловий будинок                              | 0/1                                        |
| 16/03        | Харківська обл., Ізюм                       | Shahed 136                | влучання у приватному житловому секторі                            | 1/2                                        |
| 16/03        | Чернігів                                    | Shahed 136                | уражена п’ятиповерхівка і два приватні будинки                     | —                                          |
| 17/03        | Київська обл., Білоцерківський р-н          | Shahed 136                | пошкоджено 5-поверховий житловий будинок                           | —                                          |
| 17/03        | Одеська обл., Одеський р-н                  | Shahed 136                | уражені дитсадок, житловий будинок, магазин                        | —                                          |
| 17/03        | Дніпропетровська обл.                       | Shahed 136                | пошкоджені приватний будинок, гараж, ЛЕП                           | —                                          |
| 17/03        | Харківська обл., Кам'яна Яруга              | Shahed 136                | безпілотник влучив у цивільне підприємство                         | —                                          |
| 18/03        | Сумська обл., Угроїди                       | артобстріл                | російські військові обстріляли багатоквартирний будинок            | 1/3                                        |
| 18/03        | Київ                                        | Shahed 136                | уламки збитого БпЛА впали на території школи                       | —                                          |
| 18/03        | Полтавська обл., Лубенський р-н             | Shahed 136                | пошкоджені приватні будинки                                        | —                                          |
| 18/03        | Харківська обл., Печеніги                   | Shahed 136                | пошкоджено навчальний заклад та спортзал                           | —                                          |
| 19/03        | Донецька обл., Костянтинівка                | РСЗВ                      | руйнувань зазнали 10 приватних будинків і ЛЕП                      | 1/2                                        |
| 19/03        | Київська обл., Бучанський р-н               | Shahed 136                | пошкоджені житлові будинки та авто                                 | 0/2                                        |
| 19/03        | Київська обл., Бориспільський р-н           | Shahed 136                | пошкоджено будинок                                                 | —                                          |
| 19/03        | Суми                                        | Shahed 136                | БпЛА влучив у дах обласної клінічної лікарні                       | —                                          |
| 19/03        | Сумська обл., Краснопілля                   | Shahed 136                | дрон атакував дах Краснопільської лікарні                          | —                                          |
| 19/03        | Донецька обл., Слов'янськ                   | —                         | пошкоджено 21 приватний будинок, транспортні засоби                | 0/3                                        |
| 19/03        | Донецька обл., Зоря                         | авіабомбовий удар         | пошкоджено три приватних будинки, гараж і три авто                 | —                                          |
| 19/03        | Донецька обл., Добропілля                   | —                         | уражено 2 багатоквартирних і 7 приватних будинків                  | —                                          |
| 20/03        | Сумська обл., Краснопілля                   | авіабомбовий удар         | багатоквартирний і приватний житлові будинки, торговий центр       | 2/1                                        |
| 20/03        | Кіровоградська обл., Кропивницький          | Shahed 136                | пошкоджені житлові будинки у кількох районах                       | 0/10                                       |
| 20/03        | Донецька обл., Слов'янськ                   | Shahed 136                | влучання у багатоквартирні житлові будинки                         | 0/2                                        |
| 21/03        | Запорізька обл., Запорізький р-н            | авіабомбовий удар         | атаковані автомобілі та житлові будинки                            | 0/5                                        |
| 21/03        | Хмельницька обл., Шепетівка                 | Shahed 136                | пошкоджені установи, багатоквартирні будинки                       | —                                          |
| 21/03        | Київська обл.                               | Shahed 136                | пошкоджено приватні будинки та авто                                | —                                          |
| 21/03        | Одеса                                       | Shahed 136                | торговий центр, магазини, багатоповерхівка                         | 0/3                                        |
| 21/03        | Сумська обл., Сумський р-н                  | Shahed 136                | пошкоджено житлові та дачні будинки, авто                          | —                                          |
| 22/03        | Запоріжжя                                   | Shahed 136                | атаковані приватні будинки, багатоповерхівки                       | 3/12                                       |
| 22/03        | Сумська обл., Краснопілля                   | авіаудар                  | пошкоджено щонайменше 10 житлових будинків                         | —                                          |
| 23/03        | Сумська обл., Краснопілля                   | авіаудар                  | загинула бабуся біатлоністок Віти та Валентини Семеренко           | 1/0                                        |
| 23/03        | Київ                                        | Shahed 136                | влучання у житлові будинки                                         | 3/10                                       |
| 23/03        | Чернігівська обл., Варва                    | Shahed 136                | пошкоджено 15 приватних домогосподарств                            | —                                          |
| 23/03        | Харківська обл., Велика Бабка               | Shahed 136                | атакована житлова забудова села                                    | 0/2                                        |
| 24/03        | Київська обл., Фастівський р-н              | Shahed 136                | пошкоджені приватні будинки, підприємство                          | 0/1                                        |
| 24/03        | Запоріжжя                                   | Shahed 136                | багатоповерхові та приватні житлові будинки                        | 0/1                                        |
| 24/03        | Харківська обл., Великий Бурлук             | Shahed 136                | атаковано сільськогосподарське підприємство                        | —                                          |
| 24/03        | Суми                                        | Іскандер-М                | атаковано кілька багатоповерхівок та школа                         | 0/99                                       |
| 25/03        | Донецька обл., Куртівка                     | авіабомбовий удар         | росіяни вдарили керованою авіабомбою по житловому будинку          | 2/1                                        |
| 25/03        | Запорізька обл., Запорізький р-н            | Shahed 136                | пошкоджене приватне житло, господарські споруди                    | 0/2                                        |
| 25/03        | Харківська обл., Ізюм                       | Shahed 136                | ураження цивільної нежитлової інфраструктури                       | —                                          |
| 26/03        | Кіровоградська обл., Мала Виска             | Shahed 136                | уламки російського дрона пошкодили будинок                         | —                                          |
| 26/03        | Дніпропетровська обл., Кривий Ріг           | Shahed 136                | пошкоджені підприємство, адмінбудівля, склади                      | —                                          |
| 26/03        | Дніпропетровська обл., Марганець            | Shahed 136                | пошкоджені багатоповерхівки, та підприємство                       | —                                          |
| 26/03        | Сумська обл., Охтирка                       | Shahed 136                | пошкоджені багатоповерхівки та магазини                            | —                                          |
| 27/03        | Сумська обл., Краснопілля                   | авіаудар                  | зруйновано житловий будинок                                        | 0/1                                        |
| 27/03        | Дніпро                                      | Shahed 136                | уражено підприємства, багатоповерхівки, авто                       | 0/3                                        |
| 27/03        | Сумська обл., Конотоп                       | Shahed 136                | удар по цивільній інфраструктурі                                   | 0/1                                        |
| 27/03        | Харків                                      | Shahed 136                | пошкоджені складські приміщення, житло, авто                       | 0/12                                       |
| 27/03        | Харківська обл., Золочів                    | Shahed 136                | атаковані приватні будинки, господарчі споруди                     | 0/7                                        |
| 27/03        | Херсон                                      | артобстріл                | масований артобстріл центральної частини Херсона                   | 0/8                                        |
| 28/03        | Дніпропетровська обл., Синельниківський р-н | Shahed 136                | уражено сільськогосподарське підприємство                          | —                                          |
| 28/03        | Запорізька обл., Запорізький р-н            | Shahed 136                | уражені житлові будинки, пошкоджена інф-ра                         | 0/1                                        |
| 28/03        | Одеська обл.                                | Shahed 136                | пошкоджені житлові будинки та гаражі                               | —                                          |
| 28/03        | Херсонська обл., Новоберислав               | БпЛА                      | від атаки житлової забудови постраждав 84-річний чоловік           | 0/1                                        |
| 29/03        | Дніпро                                      | Іскандер-М                | уражені житлові будинки та ресторанний комплекс                    | 4/21                                       |
| 29/03        | Дніпропетровська обл., Кривий Ріг           | ракетний удар             | пошкоджені багатоповерхівки та приватні будинки, школа, готель     | 0/8                                        |
| 29/03        | Сумська обл., Охтирський р-н                | Shahed 136                | руйнувань зазнала база відпочинку                                  | —                                          |
| 29/03        | Харківська обл.                             | Shahed 136                | пошкоджене житло та виробничі споруди                              | 0/2                                        |
| 29/03        | Донецька обл., Покровськ                    | артобстріл                | зруйновано храм Української Православної Церкви                    | —                                          |
| 30/03        | Харків                                      | Shahed 136                | уражено будівлю шпиталю та житлові будинки                         | 0/?                                        |
| 30/03        | Донецька обл., Покровськ                    | артобстріл                | російські війська обстріляли житлову забудову Покровська           | 0/1                                        |
| 31/03        | Запоріжжя                                   | Shahed 136                | пошкоджено дачні будинки та ЛЕП                                    | —                                          |
| 31/03        | Харків                                      | Shahed 136                | пошкоджено виробничі будівлі, багатоквартирні будинки, дитсадок    | 0/3                                        |